# بيل توم
بيل توم (بالإنجليزية: Bill Tom)‏ هو لاعب جمباز أمريكي، ولد في 8 مارس 1933 في سان فرانسيسكو في الولايات المتحدة، وتوفي في 2012.

## وصلات خارجية
- بيل توم على موقع اللجنة الأولمبية الدولية (الإنجليزية)
- بيل توم على موقع أوليمبيديا (الإنجليزية)